# Naissance en 987
Naissance
- 983
- 984
- 985
- 986
- 987
- 988
- 989
- 990
- 991

Cette page dresse une liste de personnalités nées au cours de l'année 987  :
- Ibn Hayyan, célèbre historien andalou.

date incertaine
- vers 987 :
  - Liu Yong, poète chinois.

- en 986/987 :
  - Bezprym, duc de Pologne

## Crédit d'auteurs
- Cet article est partiellement ou en totalité issu de l'article intitulé « 987 » (voir la liste des auteurs).